# Иган, Эдди
Эдвард Патрик Фрэнсис «Эдди» Иган (англ. Edward Patrick Francis "Eddie" Eagan, 26 апреля 1897, Денвер, Колорадо, США — 14 июня 1967, Рай, Нью-Йорк, США) — американский спортсмен, единственный в истории чемпион как летних, так и зимних Олимпийских игр в разных видах спорта.
Родился в Денвере в бедной семье. Изучал право в Гарвардском университете, а затем в Оксфордском.
В августе 1920 года на Олимпиаде в Антверпене выиграл золотую медаль в боксе в категории до 79,4 кг, победив в финале норвежца Сверре Сёрсдала. В 1924 году на Олимпиаде в Париже проиграл по очкам Артуру Клифтону в первом же бою в категории свыше 79,4 кг.
Через 8 лет Иган вернулся на Олимпийские игры, теперь в качестве бобслеиста. В феврале 1932 года на Олимпиаде в Лейк-Плэсиде в составе американской четвёрки пилота Билли Фиска (олимпийского чемпиона-1928 в пятёрках) 34-летний Эдди Иган выиграл свою вторую золотую олимпийскую награду.
Таким образом Эдди стал первым призёром и летних, и зимних Олимпиад в разных видах спорта. Впоследствии этого сумели добиться ещё лишь четверо — норвежец Якоб Туллин Тамс (прыжки на лыжах с трамплина и парусный спорт), немка Криста Лудинг-Ротенбургер (конькобежный и велосипедный спорт), канадка Клара Хьюз (также конькобежный и велоспорт) и американка Лорин Уильямс (лёгкая атлетика и бобслей). При этом Иган остаётся единственным, кто сумел выиграть золото летних и зимних Олимпиад в разных видах спорта. Знаменитый шведский фигурист Гиллис Графстрём выигрывал золото на летней Олимпиаде-1920 и зимних Олимпиадах 1924 и 1928 в мужском одиночном катании, а финская пара Вальтер и Людовика Якобссон после победы в парном катании на летней Олимпиаде-1920 выиграла серебро через 4 года, когда фигурное катание вошло в программу зимних Игр.
После окончания спортивной карьеры Иган стал юристом. Во время Второй мировой войны служил в американской армии, дослужившись до полковника.